# Adrian L. Spain

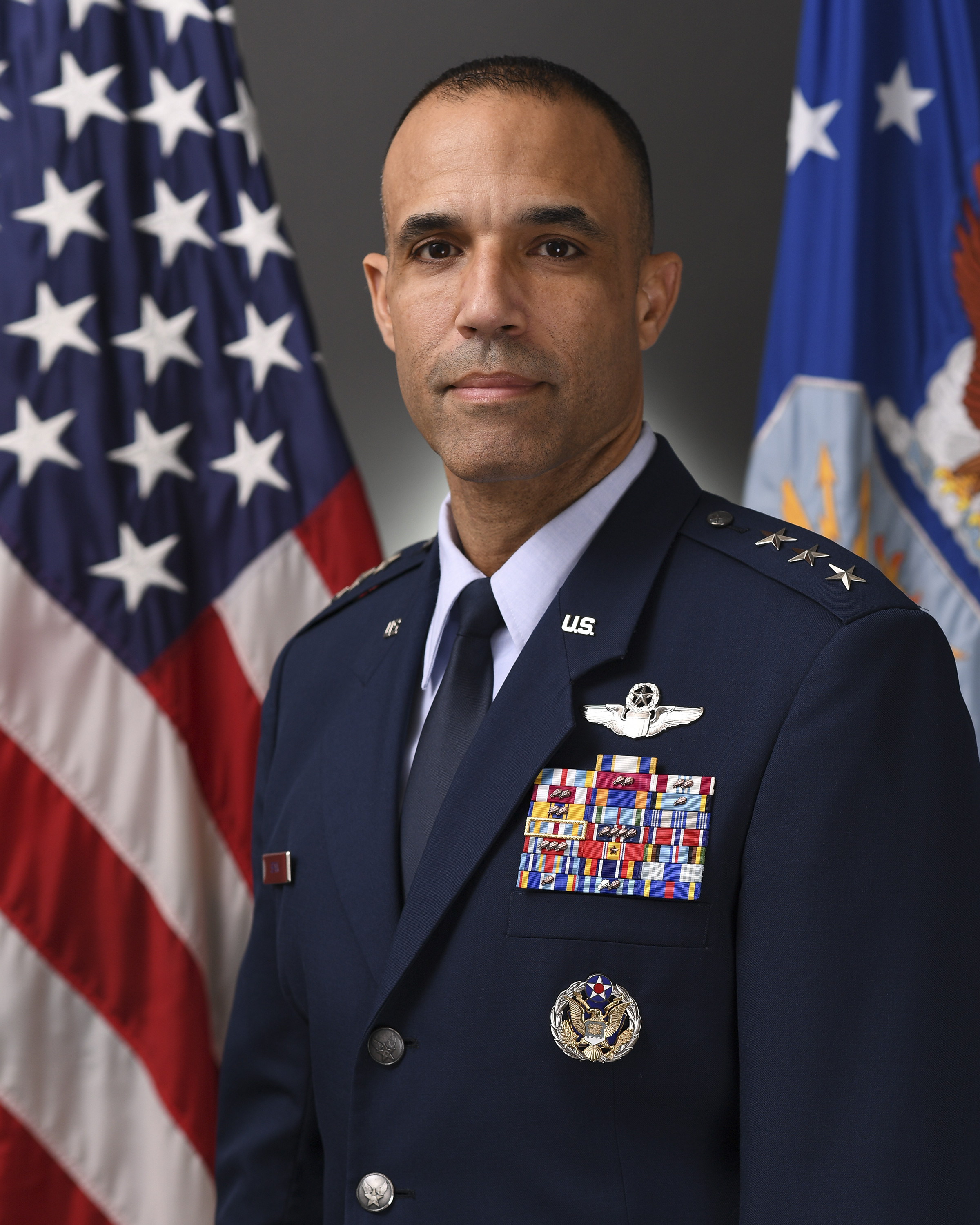
Adrian L. Spain (2023)

Adrian L. Spain ist ein US-amerikanischer Lieutenant General und amtiert seit 2023 als Deputy Chief of Staff for Operations der United States Air Force.

## Militärischer Werdegang
Adrian L. Spain trat 1994 über das ROTC-Programm der Villanova University in die United States Air Force ein, nachdem er dort einen Bachelorabschluss in Elektrotechnik erworben hatte. Im Anschluss absolvierte er die fliegerische Grundausbildung auf Cessna T-37 und Northrop T-38 auf der Reese Air Force Base in Texas sowie anschließend die Schulung auf die McDonnell Douglas F-15 auf der Tyndall Air Force Base in Florida.
Seine erste Verwendung als Einsatzpilot führte ihn auf die Kadena Air Base in Japan und anschließend an die Langley Air Force Base in Virginia. Nach weiteren fliegerischen Einsätzen wurde er als Instruktor an die USAF Weapons School auf die Nellis AFB versetzt (Abschluss mit Flying Award), wo er später auch als Kommandeur tätig war. Weitere fliegerische Verwendungen führten ihn wiederum auf die Langley AFB.
Im Jahr 2007 schloss er ein Masterstudium in Systems Engineering am Air Force Institute of Technology ab. Vier Jahre später erwarb er einen weiteren Masterabschluss in National Resource Strategy am Industrial College of the Armed Forces. Ergänzend dazu absolvierte er 2014 und 2015 Führungslehrgänge unter anderem am Center for Creative Leadership und auf der UNC Kenan–Flagler Business School.
Zwischen 2015 und 2017 war Spain Kommandeur des 53rd Wing auf der Eglin Air Force Base in Florida. Danach diente er als Executive Officer des Kommandeurs von North American Aerospace Defense Command (NORAD) und United States Northern Command. Ab 2018 übernahm er das Kommando über das 380th Air Expeditionary Wing auf dem Stützpunkt Al Dhafra in den Vereinigten Arabischen Emiraten und wurde zum Brigadier General ernannt. Nach seiner Rückkehr wurde er auf der Ramstein Air Base als Direktor für Pläne, Programme und Analysen beim Hauptquartier der United States Air Forces in Europe – Air Forces Africa eingesetzt.
Im Jahr 2021 wechselte er zum United States European Command nach Stuttgart-Vaihingen (Patch Barracks), wo er zunächst als Director of Operations (J3) und später als Chief of Staff tätig war, ab August 2021 als Major General. 2023 übernahm er die Position des Director of Training and Readiness im Hauptquartier der US-Luftwaffe. Seit Dezember desselben Jahres ist er als Deputy Chief of Staff for Operations im Pentagon eingesetzt und wurde zum Generalleutnant befördert. Spain wurde im Juni 2025 als neuer Kommandeur des Air Combat Commands und Nachfolger von Kenneth S. Wilsbach vorgeschlagen und am 29. Juni 2025 vom Senat der Vereinigten Staaten bestätigt.